# Verschwindungssatz von Kodaira
Der Verschwindungssatz von Kodaira ist ein Satz aus der komplexen Geometrie und algebraischen Geometrie. Er beschäftigt sich mit den Fragen:
1. wie einige der höheren Kohomologiegruppen einer glatten projektiven Mannigfaltigkeiten aussehen und
2. unter welchen Umständen sich eine Kählermannigfaltigkeit in den komplexen projektiven Raum einbetten lässt (nach dem Einbettungssatz von Kodaira).

Der Verschwindungssatz von Kodaira ist eher ein überraschendes Resultat, denn es ist allgemein schon schwierig, die Kohomologie eines geometrischen Objekts herauszufinden. In dem Fall wird aber eine relativ große Klasse von Kohomologien bestimmt, die sogar verschwinden, so dass man mit dem Verschwinden einige Eigenschaften in einer langen exakten Sequenz ablesen kann.

## Der komplexe analytische Fall
Ursprünglich wurde der Satz durch Anwendung der Hodge-Theorie auf einer kompakten Kählermannigfaltigkeit M von komplexer Dimension n in folgender Form von Kunihiko Kodaira bewiesen:
{\displaystyle H^{q}(M,K_{M}\otimes L)=0} für {\displaystyle q>0},
wobei {\displaystyle K_{M}} das kanonische Geradenbündel von M ist und {\displaystyle L\rightarrow M} ein positives holomorphes Geradenbündel über M. {\displaystyle K_{M}\otimes L} (auch als {\displaystyle K_{M}+L} geschrieben) soll als Tensorprodukt zweier Geradenbündel verstanden werden. Mit Hilfe der Serre-Dualität kann leicht auf das Verschwinden anderer Garbenkohomologiegruppen geschlossen werden. Die Garbe {\displaystyle K_{M}\otimes L} ist isomorph zu {\displaystyle \,\Omega ^{n}(L)}, wobei {\displaystyle \,\Omega ^{p}(L)} die Garbe der holomophen (p,0)-formen auf M mit Werten in L ist.
Diese Formulierung wurde später von Akizuki und Nakano verallgemeinert als 
{\displaystyle \,H^{q}(M,\Omega ^{p}(L))=0} für {\displaystyle \,p+q>n},
so dass die Garbe {\displaystyle \,\Omega ^{n}(L)} durch {\displaystyle \,\Omega ^{p}(L)} ersetzt worden ist.

## Der algebraische Fall
Im Rahmen der algebraischen Geometrie, wobei man immer analytische Bedingungen in reine algebraische Bedingungen in komplexer Geometrie übersetzen möchte, wurde die Voraussetzung des „positiven Geradenbündels“ des Verschwindungssatzes durch „ample invertierbare Garbe“ (d. h. mit Hilfe der Garbe ist eine projektive Einbettung möglich) ersetzt. Also hat man diese Aussage:
Seien k ein Körper der Charakteristik 0, X ein nicht-singuläres projektives k-Schema von Dimension n und L eine ample invertierbare Garbe auf X, dann gilt
{\displaystyle H^{q}(X,L\otimes \Omega _{X/k}^{p})=0} für {\displaystyle p+q>n}, und
{\displaystyle H^{q}(X,L^{\otimes -1}\otimes \Omega _{X/k}^{p})=0} für {\displaystyle p+q<n}.
Hier ist {\displaystyle \Omega ^{p}} die Garbe der relativen Differentialformen. Ein Gegenbeispiel für Körper von Charakteristik {\displaystyle p>0} wurde 1978 von Michel Raynaud gegeben.
Bis 1987 konnte man die obigen Aussagen in Charakteristik 0 nur durch den ursprünglichen funktionentheoretischen Beweis zusammen mit der Anwendung des GAGA-Prinzips von Serre beweisen. 1987 erschien aber ein rein algebraischer Beweis von Pierre Deligne und Luc Illusie, bei dem sie die Hodge-de-Rham-Spektralsequenzen der algebraischen De-Rham-Kohomologie betrachteten und zeigten, dass diese in Grad 1 ausarten.

## Folgerung und Anwendung
Mittels des Verschwindungssatzes bewies Kodaira den sogenannten Einbettungssatz von Kodaira, der besagt, dass eine Kählermannigfaltigkeit in einen projektiven Raum eingebettet werden kann und dann nach dem Satz von Chow eine algebraische Varietät ist, falls darauf ein positives Geradenbündels existiert. Außerdem wird der Verschwindungssatz häufig bei der Klassifikation kompakter komplexer Mannigfaltigkeiten gebraucht, zum Beispiel um den Hodge-Diamanten zu bestimmen.

## Anwendung in Beispiel
Sei S eine Del-Pezzo-Fläche (also von komplexer Dimension 2), für die das anti-kanonische Geradenbündel {\displaystyle K_{S}^{\ast }} nach Definition positiv ist. Mit der kurzen exakten Sequenz {\displaystyle \mathbb {Z} \rightarrow {\mathcal {O}}\rightarrow {\mathcal {O}}^{\ast }} hat man
{\displaystyle \cdots \rightarrow H^{1}(S,{\mathcal {O}})\rightarrow H^{1}(S,{\mathcal {O}}^{\ast })\rightarrow H^{2}(S,\mathbb {Z} )\rightarrow H^{2}(S,{\mathcal {O}})\rightarrow \dots }.
Nach dem Kodaira-Verschwindungssatz sind 
{\displaystyle H^{1}(S,{\mathcal {O}})\cong H^{1}(S,K_{S}\otimes K_{S}^{\ast })=0} und
{\displaystyle H^{2}(S,{\mathcal {O}})\cong H^{2}(S,K_{S}\otimes K_{S}^{\ast })=0}.
Deshalb folgt {\displaystyle \operatorname {Pic} (X):=H^{1}(S,{\mathcal {O}}^{\ast })\cong H^{2}(S,\mathbb {Z} )}, was eine Korrespondenz zwischen Divisoren und Chernklassen auf S beschreibt; {\displaystyle \operatorname {Pic} (X)} bezeichnet hier die Picardgruppe von X. Zusätzlich kann man mit dem Verschwindungssatz und mit Hilfe von Poincaré-Dualität und Hodge-Zerlegung, den Hodge-Diamanten von S bestimmen und erhält dabei
|   |   | 1    |   |   |
|   | 0 |      | 0 |   |
| 0 |   | h1,1 |   | 0 |
|   | 0 |      | 0 |   |
|   |   | 1    |   |   |

wobei hier die h1,1 von S abhängig sind.

## Verallgemeinerung
- Verschwindungssatz von Kawamata-Viehweg
- Verschwindungssatz von Nadel